# Tham Đôn
Tham Đôn là một xã thuộc huyện Mỹ Xuyên, tỉnh Sóc Trăng, Việt Nam.

## Địa lý
Xã Tham Đôn nằm ở trung tâm huyện Mỹ Xuyên, có vị trí địa lý:
- Phía đông giáp huyện Trần Đề
- Phía tây giáp xã Đại Tâm và xã Thạnh Phú
- Phía nam giáp xã Hòa Tú 1 và xã Ngọc Đông
- Phía bắc giáp thị trấn Mỹ Xuyên, xã Đại Tâm và thành phố Sóc Trăng.

Xã Tham Đôn có diện tích 49,25 km², dân số năm 2022 là 21.823 người, mật độ dân số đạt 443 người/km².

## Hành chính
Xã Tham Đôn được chia thành 14 ấp: Bưng Chụm, Cần Giờ I, Cần Giờ II, Dù Tho, Giồng Có, Phônôcambôth, Sô La I, Sô La II, Sông Cái I, Sông Cái II, Tắc Giồng, Trà Mẹt, Trà Bết, Vũng Đùng.

## Lịch sử
Địa danh Tham Đôn có nguồn gốc tiếng Khmer là Kompong Đôn (có nghĩa là "bến dừa" hoặc "vũng dừa"), sau được Việt hóa thành Tham Đôn cho dễ gọi, song không có nghĩa gì.
Ngày 7 tháng 7 năm 1982, Hội đồng Bộ trưởng ban hành Quyết định số 111-HĐBT về việc chia xã Tham Đôn thành xã Tham Đôn 1 và xã Tham Đôn 2.
Ngày 16 tháng 9 năm 1989, Hội đồng Bộ trưởng ban hành Quyết định số 128-HĐBT về việc thành lập xã Tham Đôn trên cơ sở xã Tham Đôn 1 và xã Tham Đôn 2.
Sau khi phân vạch địa giới hành chính, xã Tham Đôn có 4.419,43 ha diện tích tự nhiên và 11.254 nhân khẩu.